# Equisètides
Les equisètides (Equisetidae) són una subclasse de plantes vasculars sense llavors de la classe Polypodiopsoda, conegudes vulgarment com cues de cavall.
Tenen un ampli registre fòssil des del Devonià, però amb un únic gènere actual, Equisetum, amb 20 espècies.
Les espècies actuals viuen en zones humides i tenen fulles aciculars radiants a intervals regulars de la tija. Les equisètides estan ubicats en la divisió Pteridophyta, però alguns taxonomistes la posen en una divisió separada, Equisetophyta (també com a Sphenophyta o Arthrophyta).

## Característiques
L'aspecte general de les equisètides recorda vagament el dels bambús (amb els quals no guarden cap relació). Les equisètides són plantes vasculars amb cicle de vida haplodiplont on l'alternança de generacions és ben manifesta, amb esporòfit i gametòfit multicel·lulars i independents, amb espores com a unitat de dispersió i de resistència. El gametòfit és un tal·lus (cos sense organització), i l'esporòfit és un corm (amb arrel, tija i sistema vascular). A causa d'aquestes característiques tradicionalment se les situa dins dels pteridòfits.
L'esporòfit té megafil·les o frondes (Euphyllophyta), que a Equisetum estan reduïts. Tenen tiges buides, articulades, amb nusos clarament marcats, i branques disposades en verticils al voltant de la tija. Els entrenusos de la tija estan acanalats formant crestes i valls, les cèl·lules epidèrmiques de les crestes dipositen sílice a la superfície que actua com a reforç de sustentació.
Als nusos neixen les fulles formant verticils connats a la base. Les fulles si bé són eufil·les, són petites, escamoses.
Els esporangis on s'originen les espores, neixen en unes fulles modificades, sense clorofil·la, no fotosintètiques, amb peu, anomenades esporangiòfors. Els esporangis se situen al costat ventral de l'esporangiòfor, cap al costat de la tija. Els esporangiòfors s'agrupen tots junts a la part apical de la tija, formant el que es coneix com a estròbil.
Les equisètides actuals són plantes homospòriques (totes les espores són iguals). A les plantes homospòriques en general, les espores tenen la capacitat de produir gametòfits capaços d'originar gàmetes masculins i femenins (les espores produeixen gametòfits hermafrodites). Malgrat tot hi ha una controvèrsia sobre si els gametòfits de les equisètodes són hermafrodites o no. Alguns gametòfits produeixen només anteridis (que donen gàmetes masculins), altres gametòfits produeixen només arquegonis (que donen gàmetes femenins). Segons Judd et al. (2002), almenys els gametòfits femenins es tornen bisexuals més tard.

## Filogènia
Les anàlisis moleculars i genètiques només es poden fer en les plantes que viuen actualment. Si més no Equisetales és monofilètic, però per l'estructura de la tija de l'esporòfit és probable que tots els fòssils trobats pertanyin a aquest clade.

## Taxonomia

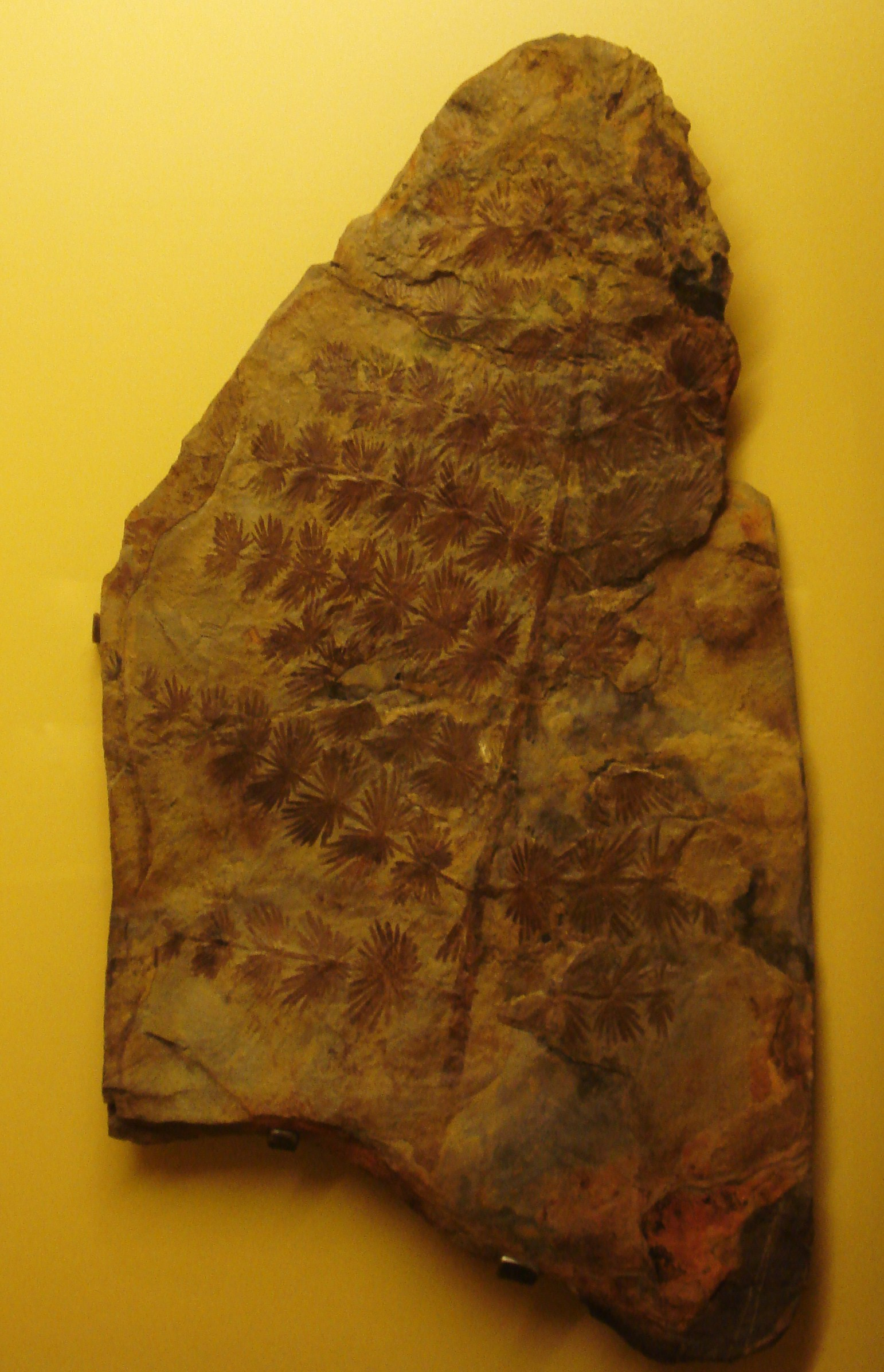
Fòssil del gènere † Annularia de la família † Calamitaceae.

### Classificació segons Smithet al.2006
- Classe Equisetopsida
  - Ordre Equisetales
    - Família Equisetaceae
      - Gènere Equisetum

### Classificació actual
Les més recents classificacions, segons ITIS i el Pteridophyte Phylogeny Group (2016), consideren als equisets com una subclasse de la classe Polypodiopsida:
- Classe Polypodiopsida
  - Subclasse Equisetidae
    - Ordre Equisetales DC. ex Bercht. J. Presl, 1820
      - Família Equisetaceae Michx. ex DC., 1804
        - Gènere Equisetum L., 1753

### Tàxons fòssils
Segons BioLib:
- Ordre Cladoxylales Zimmerm. †
  - Família Cladoxylaceae Unger
  - Família Hyeniaceae Hirmer in Wettst. †
  - Família Iridopteridaceae Arnold †
- Ordre Pseudoborniales Nathorst. †
  - Família Pseudoborniaceae Nathorst. †
- Ordre Sphenophyllales Seward †
  - Família Sphenophyllaceae Brong. †

## Fòssils
- Equisetites molt semblant a Equisetum
- Calamites, arborescents.